# Associação Médica Nacional Maíra Fachini
A Associação Médica Nacional Maíra Fachini é uma associação médica brasileira fundada em 19 de novembro de 2009 por trinta médicos formados em Cuba. O nome da associação é uma homenagem a uma colega destes médicos, Maíra Fachini, que faleceu em 13 de abril de 2009, vítima de lúpus.
A luta principal da Associação é o reconhecimento, pelo Conselho Federal de Medicina e os respectivos conselhos estaduais, dos diplomas em Medicina emitidos por outros países, como Bolívia, Cuba e Argentina.

## Ligações Externas
- Website da Associação Médica Nacional Maíra Fachini